# نوونادژدینو
نوونادژدینو (انگلیسی: Novonadezhdino) یک شهرک در شهرستان بلاگووشچنسکی باشقیرستان کشور روسیه است.